# Lambert I van Krakau
Lambert I van Krakau (overleden in 1030) was de derde bisschop van Krakau. Hij diende als onderhandelaar tussen Stefanus I van Hongarije en Bolesław I van Polen. Historici kunnen het er niet over eens zijn of deze Lambert dezelfde persoon is als prins Lambert Mieszkowic van het Huis van Piasten.